# Halima Dangote
Halima Dangote est une femme d'affaires nigériane. Elle est directrice exécutive des opérations commerciales du groupe Dangote, un conglomérat industriel africain. Elle est également la deuxième fille du milliardaire nigérian Aliko Dangote. Halima est membre du conseil d'administration de Dangote Group, NASCON Allied Industries Plc, Aliko Dangote Foundation, Endeavour Nigeria, et membre de Women Corporate Directors et présidente du conseil d'administration de l'Africa Center à New York.

## Éducation
À l'American Intercontinental University, à Londres, en Angleterre, elle obtient un baccalauréat en marketing. Halima a également obtenu un MBA de la Webster Graduate School en Angleterre.
Halima a suivi des programmes de développement du leadership tels que le Program for Leadership Development (PLD) de la Harvard Business School. À la Kellogg School of Management, elle a suivi le programme de perfectionnement des cadres ainsi que le programme Finance et comptabilité pour les cadres non financiers de la Columbia Business School,,.

## Carrière
Halima a travaillé comme analyste commercial chez KPMG Professional Services avant de quitter et de rejoindre Dangote industrial limited en 2008. En 2019, elle a été nommée nouvelle directrice exécutive du groupe, responsable des opérations commerciales de Dangote Industries Limited, également connu sous le nom de Dangote Group. Cependant, elle a occupé plusieurs postes de direction et a acquis des années d'expérience professionnelle en entreprise.
Alors qu'elle est directrice exécutive de Dangote Flour Mills, elle redresse la situation de l'entreprise et passe de perte de revenus en profit en utilisant plusieurs initiatives. Sous son administration, une journée mondiale « Puff Puff » a été introduite par Dangote Flours Mills et célébrée chaque année le 27 octobre. Au cours de la célébration, Dangote Flours Mills a battu les records du monde Guinness de la plus grande pyramide puff-puff au monde,.
Elle a également été directrice exécutive de NASCON Allied Industries PLC, membre du groupe de sociétés Dangote qui fabrique du sel, des assaisonnements alimentaires et des produits liés à la consommation alimentaire. Bien qu'elle soit maintenant membre du conseil d'administration, membre non exécutif. Elle est également administratrice de la Fondation Aliko Dangote.
Halima est également connue pour avoir une forte passion pour l'autonomisation des femmes. Elle est membre du Women Corporate Directors (WCD). Elle est également membre du conseil d'administration d'Endeavour Nigeria et présidente du conseil d'administration de l'Africa Center à New York,,.

## Vie privée
Halima Dangote est la deuxième fille du milliardaire nigérian Aliko Dangote qui est également l'arrière-petit-fils de Sanusi Dantata.
Halima a rencontré son époux, Sulaiman Sani Bello pendant ses études à l'université au Royaume-Uni. Ils se sont mariés en août 2008 dans l'État de Kano, au Nigeria. Après s'être mariée, elle n'a pas changé ni ajouté le nom de son mari à son nom. Selon les traditions nigérianes, après le mariage, une femme porte le nom de son mari. Cependant, Halima porte toujours le nom de son père "Dangote" au lieu du nom de son mari "Bello". Ils ont 2 filles.